# Patatina/Carolina, dai
Patatina/Carolina, dai è un singolo di Wilma De Angelis pubblicato nel 1961 dalla casa discografica Philips.

## Descrizione
La cantante partecipa al Festival di Sanremo 1961 con Patatina in coppia con Gianni Meccia (il quale è anche autore del testo) che pur non arrivando in finale il brano avrà un grandissimo successo, divenendo ancora oggi un evergreen.
Tale successo è così strepitoso che le verrà coniato l'appellativo di "Miss Patatina" e de "la Patatina della canzone Italiana".
Successivamente negli anni 2000 sarà la musichetta dello spot pubblicitario della Pizzoli Patasnella, che però il brano non sarà cantato da lei.
Il brano è stato incluso in alcuni album della cantante in versione differente tra cui nel 1996 nell'album Innamorarsi con Wilma e nel 1998 nella musicassetta Le canzoni del buongiorno.
Carolina, dai è un brano che è stato portato al Festival di Sanremo 1961 da Rocco Granata e Sergio Bruni e si posizionò al nono posto. Wilma ne fece una sua versione.

## Tracce
1. Patatina
2. Carolina, dai